# Gemerek
Gemerek ist eine Stadt und Hauptort des gleichnamigen Landkreises (İlçe) in der Provinz Sivas. Der Ort liegt etwa 100 km Luftlinie (118 Straßenkilometer) nordöstlich der Provinzhauptstadt Sivas. Nördlich der Stadt führt die Eisenbahnstrecke von Sivas nach Kayseri vorüber. Laut Stadtsiegel wurde der Ort 1953 zur Belediye (Gemeinde) erhoben.

## Landkreis
Der Landkreis entstand 1953 durch Abspaltung des gleichnamigen Bucak (VZ 1950: 24.879) aus dem westlichen Teil des Kreises (Kaza) Şarkışla (Gesetz Nr. 6068). Der erste Landrat trat seinen Dienst am 19. Mai 1953 an. Der Kreis liegt im Südwesten der Provinz und grenzt an den Kreis Şarkışla im Osten, den Kreis Çayıralan (Provinz Yozgat) im Westen sowie an die Kreise Sarıoğlan, Akkışla und Pınarbaşı (alle Provinz Kayseri).

## Verwaltung
Ende 2020 besteht der Landkreis neben der Kreisstadt (10.587 Einw.) aus zwei weiteren Gemeinden (Belediye): Çepni (1.297) und Sızır (3.209 Einw.). Des Weiteren gehören noch 34 Dörfer (Köy) mit durchschnittlich 213 Bewohnern zum Kreis. Eğerci (953), İnkışla (582) und Yeniköy (579 Einw.) sind die größten Dörfer, die beiden erstgenannten wurden 2013 von einer Belediye zum Dorf zurückgestuft. Ebenfalls in diesem Jahr wurde die Belediye Yeniçubuk in die Kreisstadt Gemerek eingegliedert. Zehn Dörfer haben mehr Einwohner als der Durchschnitt, ebenfalls zehn Dörfer haben weniger als 100 Einwohner. Die Bevölkerungsdichte liegt knapp unter dem Provinzwert, der städtische Bevölkerungsanteil liegt bei 67,55 Prozent.
Im Weiler Kasımbeyli beim Dorf Hacıyusuf wurde 2004 eine späthethitische Stele gefunden, die heute im Archäologischen Museum Sivas ausgestellt ist.

## Persönlichkeiten
- Mahmut Erdem (* 1963), deutscher Politiker